# 盐边县
盐边县在中国四川省攀枝花市西北部、雅砻江下游，是攀枝花市所辖的一个县。盐边县名因其地理位置处于盐源县边缘而得名。总面积3269平方公里，人口約20万人。县人民政府駐桐子林鎮。

## 历史沿革[3]
汉武帝元鼎六年（前111年）置大笮县，治所今渔门镇东部，辖地今盐边县中南部及攀枝花市仁和区北部的一部分。大笮县隶属越巂郡。汉武帝建元时期（前140～129年）置遂久县。辖地今盐边西北部。
东汉末期大笮县并入定笮县，仍属越巂郡。
北周天和二年（567年），置定笮镇，镇治今盐源县盐井南，隶属巂州，辖地今盐边、盐源。
唐武德二年（619年），以定笮镇改昆明县，县治健康，隶属越巂郡，辖地今盐边、盐源，后为南诏占据。贞观八年（634年），置和集县，其辖地含今盐边南部地区，后没于南诏。唐太宗贞观二十二年（648年），置牢州及寻声、林开、松外三县。唐高宗永徽三年（653年），废州，寻声、林开、松外三县入昌明县，县治健康。天宝后被吐蕃所占，后又为蒙氏南诏所据。
从五代十国至宋辽金夏时期，盐边曾先后为大长和国、大天兴国、大义宁国、大理国、大中国和后理国等6个政权所统治。前三个政权多沿袭南诏旧制。大理国及以后的300余年设三府一郡地，盐边属善巨郡之贺头甸。
元宪宗二年（1252年），忽必烈大军从西北迂回灭后理国，盐边等地隶属云南等处行中书省。至元十四年（1277年），置盐井管民千户，辖地今盐源、盐边。至元十七年改为闰盐州，又十年后改为闰盐县，隶属罗罗蒙庆宣慰司。
洪武二十六年（1393年），置盐井卫军民指挥使司，辖地今盐源、盐边，隶属四川行都指挥使司。明成祖永乐元年（1403年），置马喇长官司，治所惠民，辖地今盐边之惠民、永兴等地，隶属盐井卫军民指挥使司。
雍正六年（1728年），罢盐井卫改置盐源县，隶属宁远府。时盐边为盐源县所辖，统名山后。嘉庆二十一年（1816年），在阿所拉（即健康）设巡检司，隶属盐源县。开启了盐边作为一个单独的行政区划单位的历史。宣统元年（1909年），阿所拉巡检司升为盐边厅，治所健康，设通判，直属宁远府。
民国二年（1913年），依照《划一现行各县地方行政官厅组织令》，改盐边厅为盐边县，隶四川省建昌道。民国二十四年（1935年），盐边县与会理县、西昌县一同改属四川省第十八行政督察区。民国二十八年（1939年），建立西康省，三县又改属西康省第三行政督察区。
1950年3月31日人民解放军占领盐边。中华人民共和国建国初期，盐边隶属西康省西昌专区。1955年10月中华人民共和国西康省撤销并入四川省，盐边县隶属四川省西昌专区。1965年8月1日，中华人民共和国三线建设统一调配，盐边县所属同德、务本、民政、银江四乡（面积399.77平方公里）划归新成立的渡口市。1978年11月5日，原西昌专区所属盐边县与米易县一同划归渡口市。1990年7月1日，因二滩移民工程需要，中华人民共和国国务院批准原攀枝花市仁和区所属的红格、新九、新民、安宁、和爱五乡（面积563.70平方公里）划归盐边县管辖，盐边县城迁至安宁乡桐子林村大坪地，老县城健康镇日后被二滩水库淹没。

## 行政区划
盐边县下辖6个镇、2个乡、4个民族乡：
桐子林镇、红格镇、渔门镇、永兴镇、新九镇、惠民镇、红果彝族乡、共和乡、国胜乡、红宝苗族彝族乡、温泉彝族乡和格萨拉彝族乡。

## 人口
2022年人口20.8万人，居民有汉、彝、苗等族。
根據第七次人口普查數據，截至2020年11月1日零時，鹽邊縣常住人口為178797人。其中汉族人口最多，其余人口较多的依次为彝族、傈僳族、苗族、回族、纳西族、傣族等，少数民族人口6.43万人，占全县总人口的30.1%。2020年底，全县总户数64537户，总人口209245人，其中男107148人、女102097人；农业人口172194人，占82.29%，非农业人口37051人，占17.71% 。人口自然增长率2.73%。
名人
- 曾昌华，1955年被授予大校军衔

## 地理环境[7]
盐边县地质构造复杂，褶曲、断层较多，并伴之以多期的岩浆活动。地貌属深切割侵蚀剥蚀中山类型，地势走向既有南北向也有东西向，但以东西向为主。地势崎岖，山高坡陡，山地坡度多在26～40度之间，山顶往往有数级丘状起伏的剥蚀面，平地很少，大都以宽谷和河谷小盆地形态分布于主要河流及支流两岸，呈宽窄不一的谷地和缓坡地带。
境内岭嵴连绵，山脉众多，其中柏林山为盐边县群山之母，最高峰穿洞子海拔4195.5米，为攀枝花市第一高峰。原始的大山和沟壑的峡谷之中给予了众多野生动植物赖以生存的条件。野生动物主要有：熊、豹、獐、狐、猴、小熊猫、穿山甲、羌活鱼、白寒鸡、雉鸡等。县境内溪流众多，有大小河流810余条，其中5千米以上的有69条，主要由二滩水电站库区周边河、雅砻江、金沙江三大水系组成。县内北部众多河流汇入雅砻江上的二滩水电站库区，二滩大坝出水量与县南部的安宁河、叭喇河、岩羊河汇合后一同流入金沙江，沿本县东南出境。
盐边县地处四川省西南边缘，位于南亚热带干热河谷气候区，属典型的南亚热带半干旱季风气候，冬暖、春温高、夏秋凉，气温年差较小、日差较大，冬季低层逆温效应显著。太阳辐射强，日照充沛，蒸发旺盛，干、雨季分明，降雨集中，多夜雨和雷阵雨。以南亚热带为基带的立体气候显著，地方性小气候复杂多样，时有寒潮、霜冻、大风、冰雹、洪涝、干旱等灾害发生。

## 气候
| 盐边 (1981−2010)     | 盐边 (1981−2010) | 盐边 (1981−2010) | 盐边 (1981−2010) | 盐边 (1981−2010) | 盐边 (1981−2010) | 盐边 (1981−2010) | 盐边 (1981−2010) | 盐边 (1981−2010) | 盐边 (1981−2010) | 盐边 (1981−2010) | 盐边 (1981−2010) | 盐边 (1981−2010) | 盐边 (1981−2010) |
| 月份                 | 1月              | 2月              | 3月              | 4月              | 5月              | 6月              | 7月              | 8月              | 9月              | 10月             | 11月             | 12月             | 全年             |
| -------------------- | ---------------- | ---------------- | ---------------- | ---------------- | ---------------- | ---------------- | ---------------- | ---------------- | ---------------- | ---------------- | ---------------- | ---------------- | ---------------- |
| 平均高温 °C（°F）    | 22.2 (72.0)      | 25.7 (78.3)      | 29.0 (84.2)      | 31.7 (89.1)      | 32.0 (89.6)      | 31.7 (89.1)      | 31.0 (87.8)      | 30.3 (86.5)      | 28.9 (84.0)      | 26.8 (80.2)      | 23.6 (74.5)      | 21.5 (70.7)      | 27.9 (82.2)      |
| 日均气温 °C（°F）    | 12.8 (55.0)      | 16.5 (61.7)      | 20.8 (69.4)      | 23.8 (74.8)      | 24.8 (76.6)      | 25.3 (77.5)      | 24.8 (76.6)      | 24.2 (75.6)      | 22.4 (72.3)      | 20.0 (68.0)      | 15.7 (60.3)      | 12.6 (54.7)      | 20.3 (68.5)      |
| 平均低温 °C（°F）    | 6.3 (43.3)       | 8.9 (48.0)       | 13.1 (55.6)      | 16.7 (62.1)      | 19.0 (66.2)      | 20.6 (69.1)      | 20.8 (69.4)      | 20.4 (68.7)      | 18.7 (65.7)      | 16.1 (61.0)      | 11.0 (51.8)      | 7.0 (44.6)       | 14.9 (58.8)      |
| 平均降水量 mm（）    | 4.3 (0.17)       | 3.9 (0.15)       | 5.7 (0.22)       | 13.5 (0.53)      | 53.0 (2.09)      | 190.9 (7.52)     | 262.6 (10.34)    | 209.2 (8.24)     | 184.5 (7.26)     | 74.9 (2.95)      | 14.3 (0.56)      | 2.7 (0.11)       | 1,019.5 (40.14)  |
| 平均相對濕度（％）   | 54               | 41               | 34               | 38               | 50               | 64               | 75               | 77               | 77               | 75               | 70               | 66               | 60               |
| 来源：中国气象数据网 |                  |                  |                  |                  |                  |                  |                  |                  |                  |                  |                  |                  |                  |

## 交通
- 227国道过境

- 353国道过境

## 经济[9][10]
农林牧业
2020年，盐边县现代农业提质增效。加快建设现代农业园区，芒果、蚕桑、茶叶农业园区成功创建市级星级现代农业园区，加快实施田野创新芒果深加工项目。中丝集团与天成丝绸顺利完成股权重组，有序推进巨星15万头生猪智慧养殖项目，圆满完成18.5万头生猪出栏任务，收购烤烟268万千克。新建高标准农田1533.33公顷、芒果“三化”示范基地66.67公顷，锐华农业获评“中国名优农产品示范基地”，盐边桑葚入选2020年全国乡村特色种植产品，盐边农业独特产业优势更加明显。
地矿水电
盐边县拥有丰富的水资源，被称为“百川之县”。国家已在雅砻江段建成装机330万千瓦的二滩水电站和装机60万千瓦的桐子林水电站。县城西北永兴河上游支六河段，水源稳定，落差集中，具有不影响农田用水的得天独厚条件，经初步踏勘可作梯级电站开发，装机容量4万千瓦。全县小水电除去已开发部分外，可开发量为10万千瓦。
2020年，国网四川省电力公司盐边县供电分公司完成售电量9.42亿千瓦时，完成售电收入5.01亿元。
工业发展
盐边县处于攀西有色金属聚宝盆中，丰富的矿产资源让这里成为了工业强县。具有开发价值的矿石包括：煤、钒钛磁铁矿、赤铁矿、铜、镍、铜、锰、镍、铅锌、石墨等。其中包含了36亿吨存量的钒钛磁铁矿，位居全国该矿产储量之首。
第三产业
盐边县康养产业提档升级，大力推进康养旅游产业。呈现太阳湖公园、天际线房车营地、礼爱康养中心、暖山温泉康养体验区、乐活公园环湖栈道等项目。在全市率先投运铛铛车和共享单车，高水平承办第十一届攀枝花欢乐阳光节，高标准打造第五届中国康养产业发展论坛主会场。开工建设康养旅游实训基地，签约欧方营地蓝城文旅康养综合体，太阳湖公园、渔门小聚等3个景区景点跻身“攀枝花十大网红打卡地”，格萨拉日都尼西草原入选“四川省最美十大草原”，红格镇昔格达村获评“全国百佳旅游目的地”，“山水盐边”康养旅游金字招牌。

## 教育
2020年，盐边县共有中小学84所，其中完全中学1所，单设中学5所，九年一贯制学校1所，乡镇中心小学校11所，县城独立小学1所，教学点65个。

## 文化和旅游
- 格萨拉生态旅游区，为国家AAAA级景区。
- 二滩国家森林公园，评为AAAA级景区。
- 二滩电站大坝，拦截以雅砻江为主的三条江河。
- 欧方营地
- 红格温泉，位于盐边县红格镇境内，距攀枝花市中心30公里，距西攀高速公路出入口1公里。
- 大笮风旅游基地
- 箐河瀑布

盐边县境内的四川省文物保护单位
- 马喇长官司衙门遗址
- 程家墓群

## 特产
盐边菜自成一体，结合了川菜和滇菜的特点。特色菜包括：箐河浑浆豆花，细鲢鱼，盐边羊肉米线，盐边泡菜鱼，大笮三花，爬沙虫，三源豆生，松露蒸菜。
盐边油底肉：中国地理标志产品。
国胜茶：中国地理标志产品。国胜茶产于盐边县国胜乡，雨量充沛的横断山脉百灵山腹地。